# Telered
TeleRed es una proveedora de los servicios de televisión por cable e Internet. Opera en San Miguel y en el Área Metropolitana de Buenos Aires, Argentina.

## Canales
TeleRed es el principal proveedor y dueño de los siguientes canales, los cuales son incluidos en cualquiera de sus planes de televisión por cable:
- Santa María
- MorenoVision
- Canal Provincial
- Argentinísima Satelital

## Controversias

### Monopolio multimedial en San Miguel y Escobar
Desde su llegada a San Miguel y Escobar, TeleRed fue el único proveedor de servicio de televisión paga e Internet banda ancha en dichos partidos. No fue hasta la llegada de Telecentro en Escobar en 2017 y Cablevisión en San Miguel en 2016 que TeleRed no contaba con competencia local en dichos partidos, hubo un claro predominio del monopolio de la TV por cable por parte de TeleRed, quien estuvo incumpliendo durante años la Ley de Servicios de Comunicación Audiovisual.

### Sexta empresa a nivel nacional con mayores reclamos e interrupciones constantes del servicio
Según un informe oficial que realizó el Ministerio de Desarrollo Productivo en el 2020 el rubro de telecomunicaciones lideró el ranking de empresas que registraron más reclamos por el deficiente servicio que brindaron. Entre las empresas que más demandas recibieron, Telered fue la sexta con 203 reclamos en total, según el relevamiento efectuado por la Secretaría de Comercio Interior. Debido a la reiteración de las demandas sobre algunas de las empresas, la Secretaría de Comercio inició, además de los reclamos individuales, imputaciones administrativas sobre las causantes.